# Gustavo Balvorín
Gustavo Alberto Balvorín (Los Ralos, Tucumán, Argentina, 6 de septiembre de 1977) es un futbolista argentino que se desempeña como delantero en el Club Atlético Ñuñorco.

## Trayectoria
Balvorín comenzó su carrera en el Club Eudoro Avellaneda de Los Ralos, su pueblo natal para luego pasar por Atlético Concepción y Ñuñorco de su provincia  en 1998. Sin embargo, pronto tuvo la oportunidad de jugar en la Primera División de Argentina cuando llegó a Gimnasia y Esgrima de Jujuy, aunque el lobo descendió a la Primera "B" Nacional en la temporada 1999-00. Luego de un breve paso por el Barcelona Sporting Club de Ecuador, el delantero regresó a Argentina donde tuvo un largo paso por categorías de ascenso, jugando en Aldosivi, Atlético Tucumán y Club Atlético Gimnasia y Esgrima en dos etapas. Con el club jujeño destacó en la temporada 2004-05 consagrándose como el goleador del equipo que ganó el Clausura 2005 y ascendió tras perder la final por el primer ascenso con Tiro Federal y ganar la final por el segundo ante Huracán.
En el Torneo Clausura 2006 Balvorín fue parte importante del equipo de Gimnasia que se convirtió en revelación del torneo al punto tal de lograr el cuarto puesto derrotando, entre otros, a River. En el Torneo Clausura 2007 el delantero tucumano se incorporó a Vélez Sársfield por pedido del por entonces entrenador Ricardo La Volpe. Balvorín marcó 5 goles en el Clausura y otros 5 más en el Apertura posterior. En julio de 2008 fue transferido a Lanús en 750 mil dólares. Sin embargo, y tras varias lesiones que lo relegaron del primer equipo, su contrato fue rescindido de común acuerdo el 1 de abril de 2009 debido a su pobre performance.
En febrero de 2010 firmó contrato con el Club Atlético Huracán, convirtiendo su primer gol en el primer partido que disputó para su nuevo equipo, permaneciendo hasta junio del corriente año, ya que para su segunda mitad de año ficharía Club Atlético Gimnasia y Esgrima (Jujuy) para afrontar el torneo Nacional "B" en donde marcaría 7 goles. En 2011 se incorporó a San Martín de Tucumán.
Del 2014 al 2018 jugó el Torneo Federal A con el Centro Juventud Antoniana.
El 11 de noviembre de 2024, después de su paso por el senior del Club Atlético Ñuñorco, el presidente de dicha institución, Fernando Safatle, confirmó que se le ofreció un contrato para jugar en la Liga Tucumana de Fútbol

## Clubes
| Club                    | País          | Año           | PJ  | Goles |
| ----------------------- | ------------- | ------------- | --- | ----- |
| Club Atlético Ñuñorco   | Argentina     | 1998          | 8   | 4     |
| Gimnasia de Jujuy       | Argentina     | 1998-1999     | 50  | 21    |
| Barcelona Sporting Club | Ecuador       | 2000          | 5   | 1     |
| Gimnasia de Jujuy       | Argentina     | 2000-2002     | 40  | 7     |
| Aldosivi                | Argentina     | 2002-2003     | 17  | 7     |
| Atlético Tucumán        | Argentina     | 2003          | 9   | 0     |
| Gimnasia de Jujuy       | Argentina     | 2004-2006     | 27  | 11    |
| Vélez Sarsfield         | Argentina     | 2007-2008     | 43  | 14    |
| Lanús                   | Argentina     | 2008-2009     | 4   | 1     |
| Levadiakos FC           | Grecia        | 2009-2010     | 13  | 1     |
| Huracán                 | Argentina     | 2010          | 16  | 3     |
| Gimnasia de Jujuy       | Argentina     | 2010-2011     | 29  | 7     |
| San Martín de Tucumán   | Argentina     | 2011-2013     | 53  | 26    |
| Platense                | Argentina     | 2013          | 6   | 0     |
| Juventud Antoniana      | Argentina     | 2014-2018     | 94  | 44    |
| Club Atlético Ñuñorco   | Argentina     | 2024-         | 0   | 0     |
| Total carrera           | Total carrera | Total carrera | 478 | 146   |

## Palmarés

#### Ligas Regionales
| Título                  | Club                  | País      | Año  |
| ----------------------- | --------------------- | --------- | ---- |
| Liga Tucumana de Fútbol | Club Atlético Ñuñorco | Argentina | 1998 |

#### Campeonatos Nacionales
| Título             | Club                  | País      | Año     |
| ------------------ | --------------------- | --------- | ------- |
| Torneo Argentino B | Club Atlético Ñuñorco | Argentina | 1997-98 |

### Distinciones individuales
| Distinción                                          | Año  |
| --------------------------------------------------- | ---- |
| Goleador del Torneo Federal A (Juventud Antoniana). | 2015 |